# 动漫时代
《动漫时代》（英文名称为ANIME COMIC TIME，简称ACT）是中国大陆第一本动漫资讯杂志，於1998年11月创刊，同时首次提出了“动漫”一词。第一至六期为32开，第七期开始为16开。每期附赠磁带或CD，2000年开始附赠VCD并改为全彩页印刷，2004年开始附赠DVD。作为曾经中国大陆销量最高的动漫类杂志，因为中国动漫杂志日益激烈的竞争和投资方撤资，2006年7月停刊，被中国动漫界称为“ACT7月事变”。

## 停刊
《动漫时代》2006年7月号（第90期）的卷首语宣布了杂志停刊的消息。